# Олавиде, Мигель
Мигель Олавиде Монтес (исп. Miguel Olavide Montes; род. 5 марта 1996, Памплона) — испанский футболист, полузащитник.

## Клубная карьера
Мигель является воспитанником «Осасуны».
С 2013 года начал выступать за вторую команду памплонского клуба, выступавшую в Терсере. 15 ноября 2014 года Олавиде дебютировал в основе, выйдя на замену на 67 минуте встречи с «Понферрадиной». На 87 минуте матча полузащитник получил второе предупреждение и был удалён с поля. Также Мигель начал привлекаться к играм юношеской сборной Испании до 19 лет.
29 августа 2015 года Мигель подписал новый контракт с клубом до 2019 года.
В сезоне 2015/16, когда «Осасуна» получила право выступать в Примере, Олавиде провёл 30 матчей. 22 сентября 2016 года полузащитник дебютировал в высшем футбольном дивизионе Испании в поединке против «Эспаньола», выйдя на замену на 54-й минуте вместо Алехандро Беренгера.